# Geigelberg
Geigelberg ist eine Ortschaft und Katastralgemeinde der Marktgemeinde Asperhofen in Niederösterreich.

## Geografie
Die Ortschaft liegt fünf Kilometer südöstlich von Asperhofen am Zusammenfluss von Schönbach und Koglbach und am Zusammenschluss der Landesstraßen L2013, L2244 und L2245. Der Ort bestand früher aus mehreren Gehöften, darunter dem herrschaftlichen Maishof, und wird heute von Einfamilienhäusern geprägt. Die weiter südlich liegende Siedlung Geigelberg ist ein Teil von Sieghartskirchen.

## Geschichte
Im Franziszeischen Kataster von 1821 wird Geigelberg vom Maishof dominiert. Laut Adressbuch von Österreich waren im Jahr 1938 in Geigelberg zwei Landwirte mit Ab-Hof-Verkauf ansässig.